# Datasaab
Datasaab var först en avdelning inom och senare ett avknoppat företag från Saab som vid skiftet 1950/1960-talet började konstruera datorer som en biprodukt till flygplanstillverkningen. Första steget i denna riktning var undertecknandet av ett avtal i december 1954 med dåvarande Matematikmaskinnämnden (MMN) i Stockholm om tillstånd att bygga en egen kopia i Linköping av BESK, som i färdigt skick 1957 kallades SARA, Saabs automatiska räkneautomat. Detta var en med elektronrör bestyckad digital dator som utförde hållfasthetsberäkningar för Saab 37 Viggen, medan föregångaren Saab 35 Draken brukar nämnas som det sista svenska flygplan som helt konstruerades med räknesticka.
Den helt transistoriserade Datasaab D2, som stod färdig 1960, utgjorde prototypen för Datasaabs fortsatta utveckling. Denna följer två grenar, dels styrdatorer som monterades i Saabs militära flygplan och robotar, dels en produktion av civila stordatorer och minidatorer för den kommersiella marknaden. Stordatorerna kallades för den tunga linjen och minidatorerna för den lätta linjen.
Utvecklingen av civila datorer var relativt framgångsrik under 1950- till 1970-talet, men företaget kunde aldrig riktigt göra intrång på IBM:s marknad. År 1968 hade man 5,6 % av den svenska datormarknaden (jämförelsevis hade IBM 68,5 %, ICL 8,1 % och Bull GE 6,0 %), 1969 hade man 9,3 % och 1970 8,7 %.
I slutet av 1960-talet introducerades de första minidatorerna som efterhand försågs med affärsadministrativa program (så kallad back office-funktionalitet) döpta efter nordiska gudar. Datasaab tillverkade och levererade inom ramen för den lätta linjen i början av 1970-talet de första datoriserade bankterminalerna till hela det nordiska sparbanksnätet.
Tekniken var punktvis tekniskt avancerad men företaget saknade förmåga att i längden hävda sig, pengatillförsel kom främst från statliga medel i hundratals miljoner, av försvars- och teknikpolitiska skäl.

## Den tunga linjen

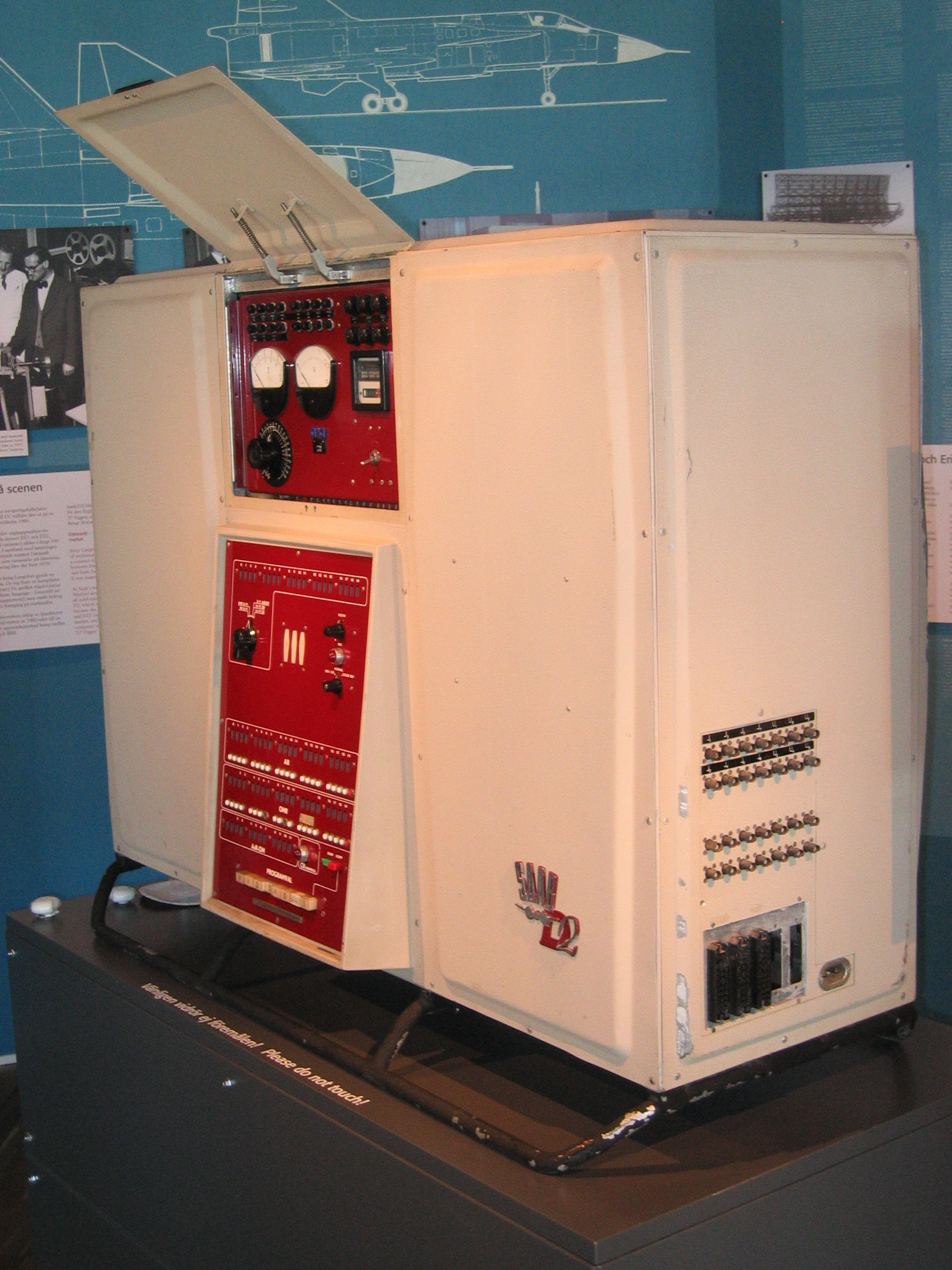
Datasaab D2

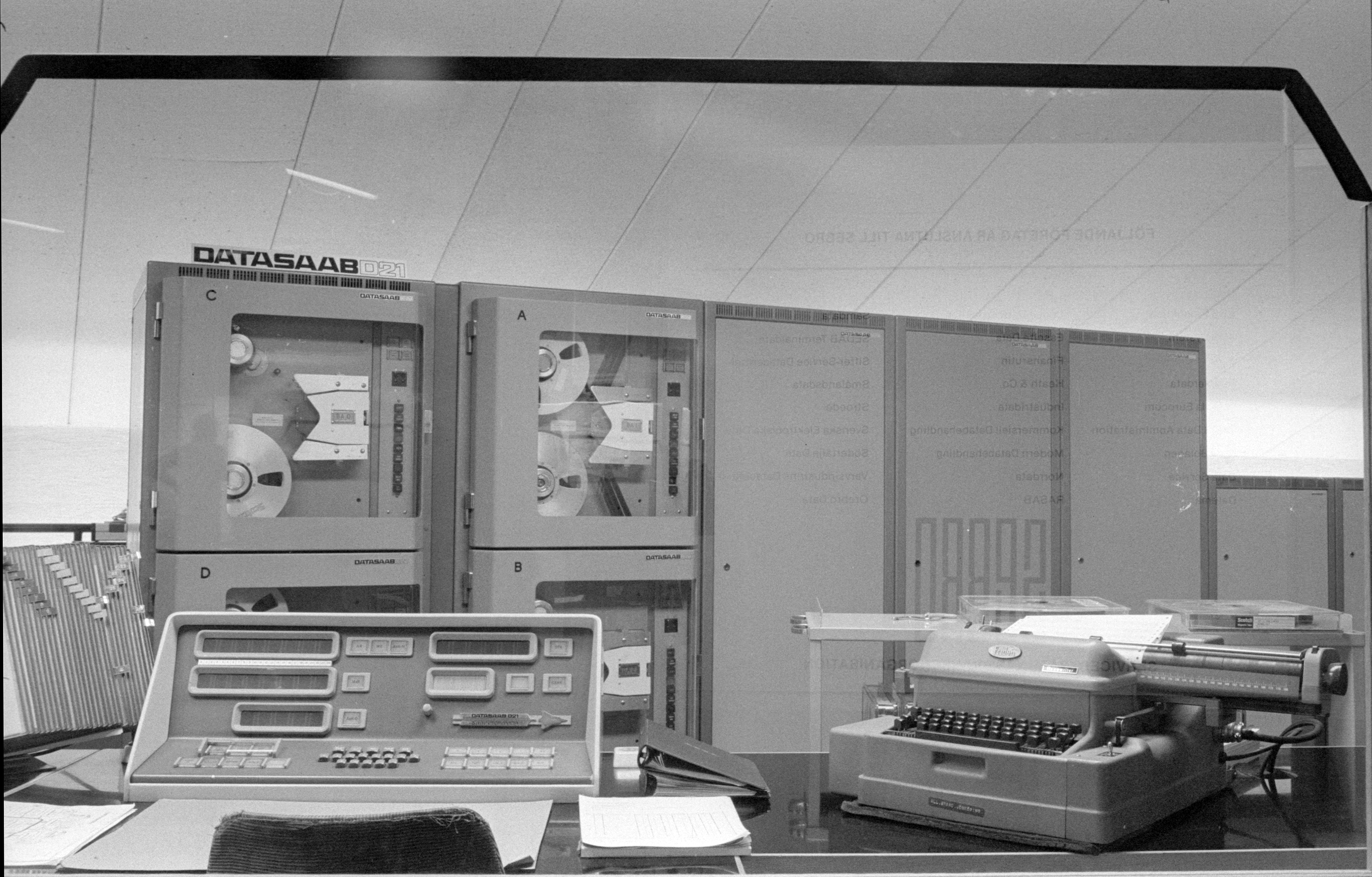
Datasaab D-21 på Tekniska museet

Den tunga linjen eller D20-linjen med stordatorer var en förlängning av arbetet på Datasaab D2.
Inspirerade av arbetet med BESK som konstruerats under början av 1950-talet av Erik Stemme började en grupp ingenjörer på Saab i Linköping specialiserade på beräkningar med siffermaskiner och analogiapparater i slutet av 1950-talet och under ledning av Börje Langefors att bygga en kopia av BESK som fick namnet Sara (Saabs automatiska räkneautomat) baserad på elektronrör. Saab tecknade ett kontrakt med Matematikmaskinnämnden om tillgång till ritningar och kunskap rörande BESK och betalade 50.000 kr om året år 1955–1957 för detta. Sara var delvis inspirerad av den danska BESK-kopian DASK, och modifierade instruktionsuppsättningen så att Sara inte var mjukvarukompatibel med BESK. Sara hade ett stort bandminne med namnet Saraband baserat på bandaggregat från Ampex med kontrollogik utvecklad av Saab.
Samtidigt började en annan grupp inom robotavdelningen experimentera med en liten och lätt dator som fick namnet Sank (Saabs automatiska navigeringskalkylator) vilken senare namnändrades till det civila namnet Datasaab D2. Denna var ursprungligen inspirerad av en navigationsdator för Robot 330 men hade modifierats för att ersätta den mänskliga navigatören i efterföljare till attackplanet Saab 32 Lansen, då man nu såg att nyare attackflygplan skulle bli ensitsiga. Sank/D2 hade ett programminne på 6k 20-bitarsord och testkördes första gången i augusti 1960 och var då Sveriges första transistorbaserade dator. Denna tillverkades bara i ett exemplar vilket går att se på Tekniska museet i Stockholm.

### D21
Arbetet med den första serieproducerade civila datorn D21 baserades på både Sara och Sank/D2. D21 var en arkitektur med 32k med 24-bitarsord (dvs 96 kB i dagens måttenheter) och hade 45 olika operationer, dock utan flyttal. En minnesaccess tog 4,8 mikrosekunder. Datorn försågs med kringutrustning såsom magnetband, hålkortsläsare, och hade dessutom en inbyggd A/D och D/A-omvandlare. Den första D21-datorn levererades år 1962 och konkurrerade då med IBMs 1401, 7070 och 7090-datorer, och snart även med IBM System/360. Datorn var ämnad för såväl numerisk analys som ADB.
En mängd programvara framtogs till D21: programspråken utgjordes av en makroassembler kallad DAC, samt kompilatorer för Algol i form av den egna hybriden Algol-Genius, COBOL och Fortran. Administrationsprogrammen ADM och Dirigent var operativsystemliknande hjälpprogram. Sorteringsprogrammet Sort/Hopsort kunde sortera och sammanställa dataposter från band. Ett namnlöst programbibliotek kunde utnyttjas av andra program vid behov. På högre nivå fanns simuleringssystemet Prosim (baserad på Algol-Genius), databasprogrammet J5, ett planeringshjälpmedel baserat på PERT, och ett verktyg för numerisk styrning kallat AD-APT.
Totalt tillverkades 41 st D21-anläggningar mellan 1962 och 1968, varav de flesta såldes till svenska myndigheter och en mindre del till privata svenska företag. En anläggning såldes till Norge och 4 st till Tjeckoslovakien.

### D22

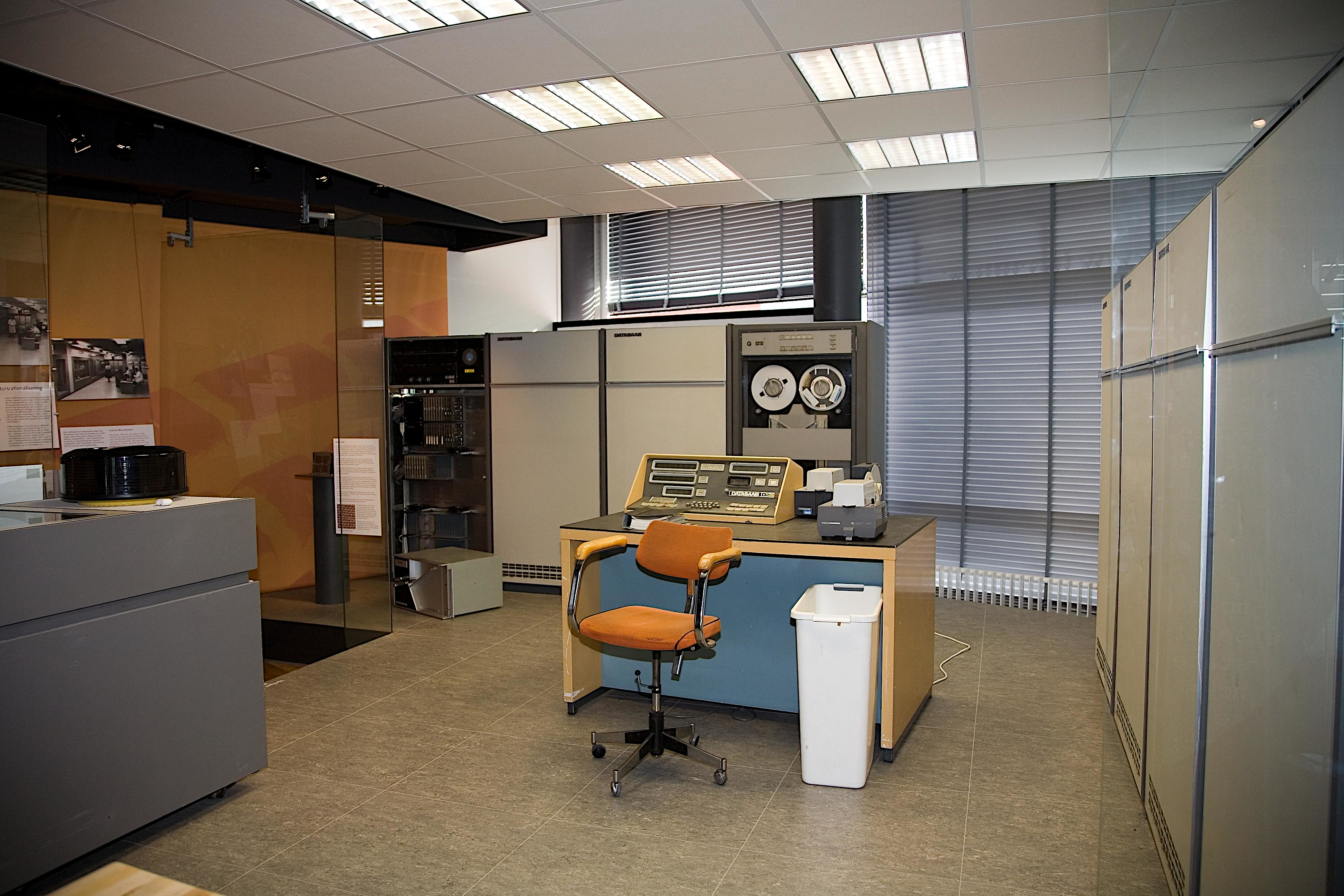
Datasaab D22 uppställd med sin ursprungliga miljö på IT-ceum i Linköping år 2007.

År 1966 presenterades efterföljaren D22 och 1970 en mindre variant kallad D220. Av dessa system tillverkades och såldes 63 st. En D22 levererades under täckmantel till Statskontoret för folkbokföring, men den verkliga kunden var Försvarets Radioanstalt och användningsområdet var kryptologi, forcering av krypto.

### D23 och avvecklingen av den tunga linjen
År 1972 introducerades den sista stordatorn D23 och 1973 en hybrid mellan D22 och D23 kallad D223. Av dessa tillverkades bara något tiotal innan verksamheten överfördes till det nybildade samägda bolaget Saab Univac år 1975.
I slutet av 60-talet gjorde Försvarsmakten en utredning om datakraftsbehovet i det svenska försvaret, och man fann att man behövde två stora datakraftresurser: Bertil för de centrala staberna, och Cecilia för Försvarets materielverk (FMV), militära vädercentralen och övriga funktioner.
Datasaab offererade D22 och år 1971 informerades Datasaab av Försvarets rationaliseringsinstitut att man beslutat att köpa in resurserna från IBM då D22 inte ansågs hålla måttet.  Datasaabs försäljningschef Jörgen Larsen anlade då moteld och via lobbying och kontaker och i media lyckades Datasaab stoppa affären och i februari 1972 beslutade regeringen att ge Datasaab en ny chans, och man gjorde en ny offert baserad på D23 som då ännu bara var på planeringsstadiet. IBM offererade IBM System/370. Upphandlingen fick mycket uppmärksamhet i media och kritik från Dataindustriutredningen som var starkt negativ till hur upphandlingen av datorer för det centrala fastighetsregistret (CFR) skett utan upphandling och i alltför nära samarbete med IBM. I juni 1972 skickade man en skrivelse till kungen, vilket även det uppmärksammades i media. År 1973 instruerade regeringen Statskontoret att upphandla datorerna Bertil och Cecilia från Datasaab istället för IBM, samtidigt som IBM fick behålla CFR-affären.
Bertil och Cecilia i form av två stycken D23 levererades till det svenska försvaret år 1974 och kostade cirka 15 miljoner kronor i dåtidens penningvärde. På grund av förseningar i leveransen av D23 fick man först använda mellanmodellen D223. Bertil installerades i Stockholm och Cecilia i tunnel VI i försvarets bergrum i Arboga. Cecilia togs i drift den 10 februari 1975. Cirka 3000 program konverterades från IBM-datorer till D23 och skrevs samtidigt om till COBOL. Cecilia i Arboga kopplades in i flygvapnets driftdatasystem DIDAS, försvarets första egna datornätverk.
Stordatorn Datasaab D23 blev en produkt som mötte omfattande kritik från försvaret. Bertil och Cecilia var dyra och fungerade dåligt och hade för låg kapacitet, och försvaret ville att de skulle avvecklas och ersättas med datorer från Univac. Sigfrid Leijonhufvud avslöjdade i november 1975 att den statliga beställningen av Bertil och Cecilia hade gjorts för att staten i utbyte skulle få kontroll över flygtrafiksystemen i Stansaab. Systemen Bertil och Cecilia migrerades redan år 1978 återigen från D23 till datorn Univac 1100. Detta sammanföll med att den "tunga linjen" med D22 och D23 årsskiftet 1974–1975 fördes vidare till ett gemensamägt nordiskt bolag, Saab Univac. Amerikanska Sperry Univac (nuvarande Unisys) var majoritetsägare och Saab blev minoritetsägare, men hade röstmajoritet i företagets styrelser.
Datasaabs programmeringsspråk Algol-Genius implementerades om för Univac 1100 så att Datasaabs kunder som använde detta språk kunde fortsätta att använda det på Univac-datorerna. Algol-Genius-kompilatorn flyttades senare till Unix och det fanns kunder till Datasaab som fortfarande körde Algol-Genius-program på 1990-talet.

## Flygdatorerna

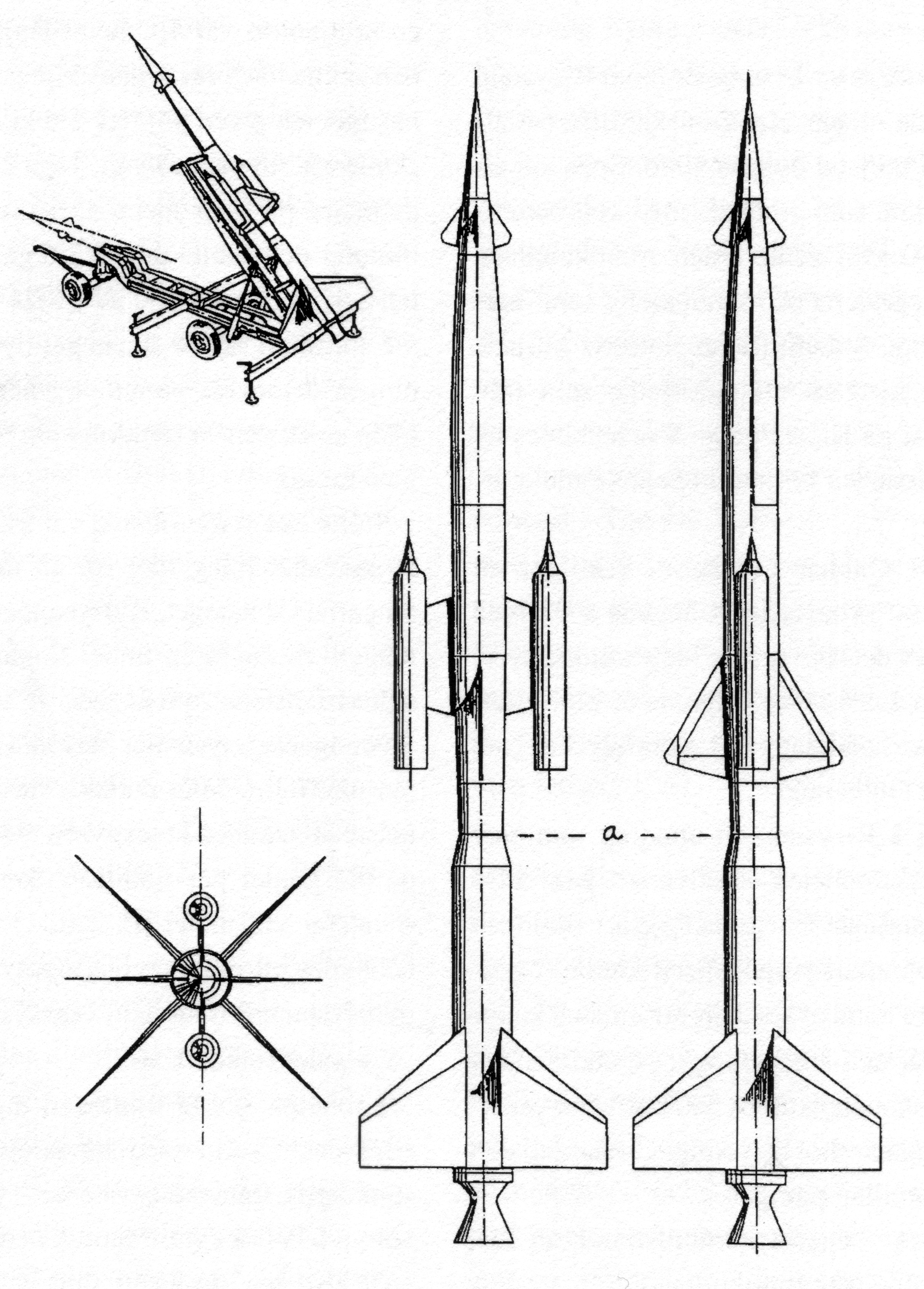
Arbetet med Robot 330 kom aldrig att slutföras, men blev starten för Datasaabs arbete med inbyggda datorer för flygplan.

Datasaab D2 var framtagen som en prototyp till flygburen dator för Robot 330, inom avdelningen R-system. Konstruktörerna ansåg att man redan i Saab 35 Draken nått gränsen för styrsystem med analog teknik: dessa var besvärliga att underhålla, dyra, och började bli otillförlitliga med den precision som krävdes för moderna stridsflygplan. Under upphandlingen av Saab 37 Viggen bestämdes att Saab skulle få huvudansvaret för hela projektet inklusive konstruktionen av styrsystemen, som tidigare ha utvecklats av Ericsson i Mölndal. Saabs datoringenjörer framlade då idén att tillverka en central dator för hela flygplanet, ursprungligen med namnet Numerisk Siktes-Kalkylator NSK, men fick senare namnet Centralkalkylator 37 (CK37).
CK37 anslöts till det analoga styrsystemet och en rad primära sensorer som pitotrör, gyrokompass, accelerometrar, radarhöjdmätare, navigeringssensorer samt instrumentlandningssystemet (ILS). Utdata från CK37 gick till siktlinjesindikatorn, radarpresentationen, manöverpaneler och vapnen. Mjukvaran uppdaterades och anpassades under loppet av minst 25 år.
När flygplan 37 Viggen modifierades för jakt byggdes en prototyp till ny flygdator kallad D6/37, delvis inspirerad av de civila datorerna från Lätta linjen (se nedan). Denna konstruktion ratades dock av Försvarets materielverk.
Under förarbetet för det senare nedlagda flygplanet Saab 38 (B3LA) ingick Datasaab i Datakonsortiet DK80 tillsammans med Ericsson och Svenska Radioaktiebolaget.
När leveranserna av det nya flygplanet Saab 39 Gripen försenades moderniserades 86 st 37 Viggen med multiprocessorn MPE som utökade CK37:s kapacitet och i huvudsak kontrollerade vapnen. Denna anpassades till CK37:s CEL-buss så att CK37 kunde fortsätta användas utan modifikationer och MPE tillhandahöll bland annat programminne (EPROM) till CK37. Denna kombination av CK37 och MPE användes i de moderniserade flygplan som fick beteckningen AJS37 Viggen fram till år 2005 då de slutligen togs ur drift.

## Den lätta linjen

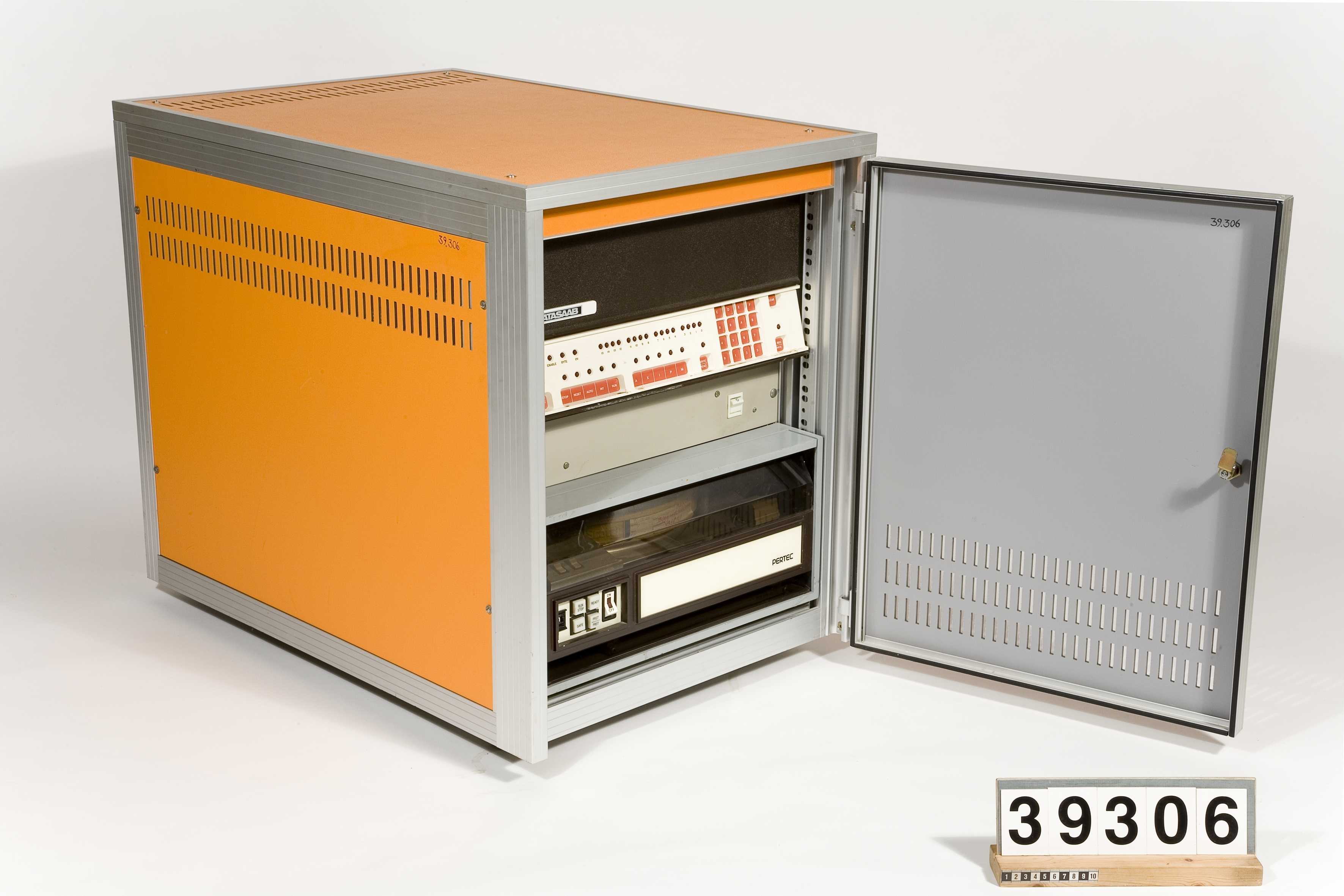
Datasaab D16 som användes för att hålla prenumerantregistret för "Byggnadstidningen" 1975–1986, från Tekniska museets samlingar. Manöverpanelen, liksom den bakomliggande datorn, är identisk med Alpha LSI-4 från Computer Automation Inc.

Inspirerat av utvecklingen av den tunga linjen och av utvecklingen av flygdatorerna tog Datasaab år 1969 fram minidatorn D5 i nära samarbete med Facit AB. År 1976 var dessa datorer Datasaabs volymprodukt och cirka 12 000 terminaler hade levererats eller var på väg att tillverkas. D5 tillverkades i varianterna D5/10, D5/20, D5/30 samt D80.

### D5
År 1968 skickade Sparbankerna i de nordiska länderna en förfrågan till flera nordiska datorföretag om ett system med projektnamnet Nordisk Spardata med syftet att datorisera och knyta samman alla sparbankernas bankkontor i ett landsomfattande nät med hjälp av datorkommunikation. Idén var att förse alla kontor med en minidator som kunde kommunicera med sparbanksföreningens centrala datorsystem. Till minidatorn skulle på varje kontor anslutas flera kassaterminaler så att alla kassor kunde kommunicera med de centrala systemen. Efter upphandling vann Datasaab med Facit AB som underleverantör upphandlingen den 26 september 1969. Datorn i detta system kallades D5. Det första systemet installerades 1972 och totalt installerades 2500 minidatorer med över 6000 kassaterminaler.
D5 var en dator som utvecklades år 1969 med 16 bitars instruktionslängd uppbyggd av TTL-logik monterad på kretskort och infogade i ett stativ som var 483 x 222 x 600 mm. Den hade von Neumann-arkitektur och 28 olika instruktioner samt upp till 16 kord minne (då orden var 16 bitar motsvarar detta 32 KB). Talrepresentationen är tvåkomplementsform, och en addition av två 16-bitarstal tog 9,4 µs.

### Facitverksamheten: D15, D16 och D12
År 1974 tog Datasaab över Facits datorverksamhet (som då ägdes av Electrolux) med 75 personer i Malmö.

#### D15 och Serie 16
Bland produkterna som togs över fanns minidatorn Facit 6501 och man gav efter viss vidareutveckling denna namnet D15. Själva datorn var en Alpha LSI från Computer Automation i USA, som importerades och såldes i Sverige av Scandia Metric AB. 6501 var ett fleranvändarsystem och till detta hade Facit utvecklat arbetsstationer med tangentbord och printer som såldes tillsammans med själva datorn. Datorn hade ett eget programmeringsspråk med namnet Logic och i detta språk hade tillämpningsprogrammen (applikationerna) OFL (Order-Lager-Fakturering) och MAPS (Material- och produktionsstyrning) utvecklats.
Genom att slå samman D5-linjen med Facit 6501/D15 lanserades år 1976 datorsystemen D16/10 (för banker) och D16/30 (för affärstillämpningar, och baserat på COBOL). Själva datorn var återigen en Alpha LSI. Denna OEM-produkt kallades Serie 16. OEM-produkterna D16/10 och D16/30 ersattes senare med den egenutvecklade maskinen D16/20.
Till D16 lanserades år 1977 en serie tillämpningsprogram skrivna i COBOL och med namn efter nordiska gudar:
- ODEN: Order, fakturering och lager
- TOR: Redovisning
- FREJ: Kundreskontra
- LOKE: Leverantörsreskontra
- MIMER: Material- och produktionsstyrning (skall ej förväxlas med Mimer SQL)

Banksystemet utökades med en bankboksskrivare kallad 5808.
Den första april år 1981 överfördes minidatordelen av Datasaab till Ericsson Information Systems som vidareutvecklade och sålde den lätta linjen under namnet Serie 2000, ännu uppdelat i en bankvariant kallad E2100 och en allmän affärsvariant kallad E2500.

#### D12

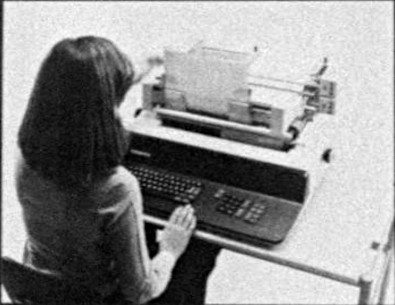
Datasaab D12 bokföringsmaskin.

Datasaab övertog även en bokföringsmaskin med namnet Facit 6350 som hos Datasaab fick namnet D12 och såldes i c:a 10.000 exemplar. När Datasaab gjorde förlust år 1978 fördes D12-verksamheten hastigt tillbaka till Facit. Då återstod bara 55 personer vid kontoret i Malmö. Denna Facit-avdelning vidareutvecklade D12 och fokuserade sedan på Facit DTC innan man gick upp i Ericsson Information Systems i och med köpet av Facit den 1 januari 1983. Efter att Ericsson köpt Facit fick denna avdelning utveckla Ericsson PC.

### Avvecklingen av den lätta linjen
1981 tog Ericsson över den "lätta linjen" och Ericsson Information Systems AB (EIS) skapades.
Ericsson skulle sedermera sälja verksamheten inom den "lätta linjen" vidare till Nokia i april år 1988, och då ingick minidatorsystemen Serie 2000 S20 och S30 med affärsadministrativa program. 1990 sålde Nokia denna verksamhet vidare till ICL som i sin tur köptes av Fujitsu år 2002. Utvecklingspersonalen kom så småningom åter att bli en avdelning av Ericsson.

## Terminaler, stridsledning och flygtrafikledning

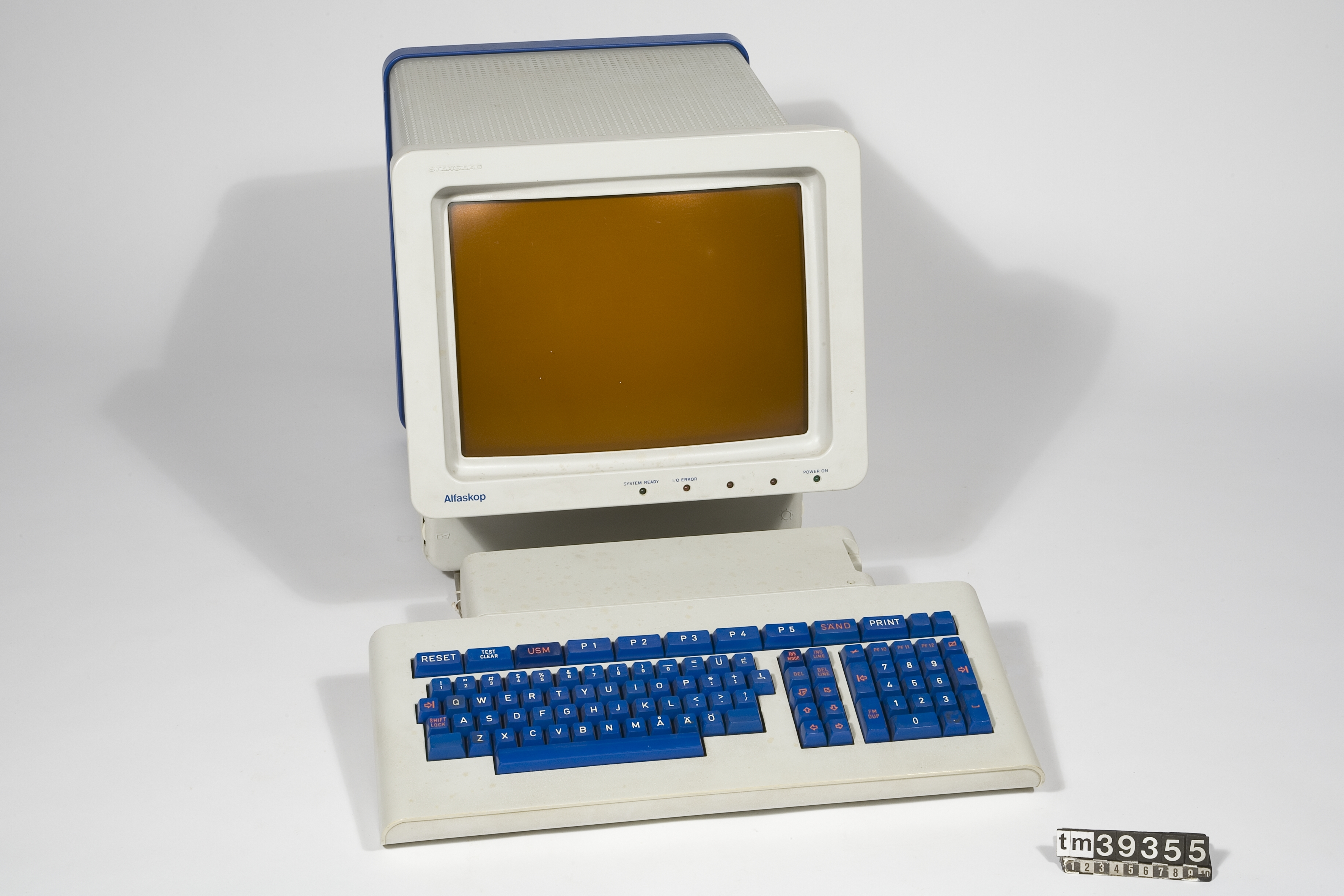
Alfaskop System Display Station 3550 var en terminal som tillverkades under tiden varumärket Alfaskop tillhörde Stansaab.

1978 frigjordes Datasaab från SAAB och slogs samman med Stansaab till Datasaab AB. Genom att Stansaab gick upp i Datasaab blev de tidigare produkterna från Standard Radio & Telefon AB och Stansaab Datasaab-produkter.
Detta gällde framför allt terminalerna med varumärket Alfaskop, och datorerna i Censor-serien som användes i stridsledningssystemet STRIL 60 men som även användes för civil flygledning. Datasaabavdelningen som förvaltade flygledningssystemen fick namnet Interactive Data Systems (IDS). Persondatorn Seven S som Stansaab producerade lades ned på grund av att den ansågs konkurrera med Datsaabs egna produkter inom den "lätta linjen".
År 1975 hade Stansaab vunnit en mycket stor order från Electronorgtechnica i Sovjetunionen på ett lufttrafiksystem med namnet Tercas för Moskva, Kiev och Mineralnyje Vody. Ordervärdet på denna affär var 314 miljoner kronor, och inkluderade uppförande av radartorn och utbildning av personal med BPA och ASEA som underleverantörer.
IDS-divisionen av Datasaab (före detta Stansaab och SRA) som arbetade med flygledningssystem överfördes samtidigt som den lätta linjens datorutveckling flyttades till Ericsson Information Systems till SRA Communications, inom Ericsson-sfären.

### Datasaabaffären
Under tiden som det stora Sovjetiska lufttrafikprojektet genomfördes 1977 uppstod det problem för Stansaab att leverera alla komponenter till ordern eftersom vissa kretskort innehöll amerikanska komponenter och fordrade reexportlicens på grund av USA:s exportembargo mot Sovjetunionen. Man skar ned funktionen i systemet och fick en exportlicens med motkravet att den svenska regeringen skulle be om skriftligt godkännande före varje leverans av berörd teknik till Sovjet.
Det visade sig att 24 kretskort som var nödvändiga för driften innehöll komponenter som fortfarande saknade exportlicens. Korten innehöll flera känsliga komponenter, men en komponent som nämnts var ett 64-bitars minne från Advanced Micro Devices som enligt uppgifter märktes om för att se ut som de istället kom från den svenska kretstillverkaren RIFA. En delegation svenska tekniker tog i detta läge med sig dessa 24 kretskort till Moskva för att testa systemet och sades sedan ha glömt att ta med dem hem. Under tiden gick Stansaab upp i Datasaab.
Avslöjandet om kretskorten och andra oegentligheter i Datasaab publicerades ursprungligen i tidningen Internationalen den 22 oktober 1980. På kvällen den 30 oktober 1980 avslöjades den otillåtna utförseln i Sveriges Televisions Aktuellt, vilket ledde till att USA den 5 december begärde en dementi från den svenska regeringen. I juni 1981 fick Regeringen Fälldin III medge att otillåten teknikutförsel hade skett, och fick be USA om ursäkt. Detta skapade en utdragen diplomatisk kris mellan Sverige och USA som kallades Datasaabaffären. Richard Perle hävdade att exporten tvingade USA att ändra sin krigsplanering, och USA vägrade att sälja Sidewinder 9L-missilen och motorn till Saab 39 Gripen till Sverige.
Enligt författaren Mikael Holmström ska det svenska flygtrafiksystemet ha använts vid den Sovjetiska invasionen av Afghanistan år 1979. Holmström intervjuar även en anonym tjänsteman vid Pentagon som var ansvarig för Nordiska frågor vid denna tid som hävdar att det Sovjetiska luftförsvaret var dåligt innan Sverige bröt exportembargot. Samma källa påpekar även att teknikutförseln utsatte Sverige för direkt fara i händelse av konflikt.
Affären väckte stor uppmärksamhet i USA då detta var första gången ett utländskt företag anklagats och fällts för att ha brutit mot exportlagstiftningen. I april 1984 dömdes den nya ägaren Ericsson till 3,15 miljoner dollar i böter och först i juli 1984 fick Sverige rätt att köpa in Sidewinder-missilen.

## Historiskt inflytande
Datorföreningen Lysator vid Linköpings universitet grundades 1973 när en begagnad Datasaab D21 donerades till studenterna. Vid Lysators 16-årsjubileum i mars 1989 höll företagets veteraner historiska föredrag. Flera av Datasaabs modeller finns sedan 2004 utställda på IT-ceum i Linköping.
Företagets historia har dokumenterats av pensionärs- och intresseföreningarna: Datasaabs Vänner, grundad 1 december 1993, (Datasaab Linköping). Veteranklubben Alfa, grundad 1977, (Datasaab Barkarby).

## Avvecklingen av en helsvensk dataindustri
Det som skulle knäcka utvecklingen av en tung svensk datorindustri var bristen på tilltro att man någonsin skulle uppnå en anständig lönsamhet eftersom stor osäkerhet om hur marknaden skulle utvecklas rådde, medan de som arbetade med datorerna förstod vilken utveckling som låg framför. Den svenska staten var helt kallsinnig till att hjälpa till med pengar till utvecklingsresurser. Ur den egna intäktsbudgeten kunde högst 10–20 % avsättas till produktutveckling. Koncernstyrelsen skulle helst acceptera maximalt 5 %, medan de främsta konkurrenterna hade en utvecklingsbudget större än hela Datasaabs omsättning. Samarbete var en utväg men varken europeiska företag eller IBM ansåg att man hade något att erbjuda som "hemgift". Utvägen blev Sperry. Lastbilar och flygplan var det som gick bra ekonomiskt för SAAB, och man bedömde att datorbranschen var för osäker för att satsa det som behövdes inom produktutveckling och marknadsföring.
En rapport runt 1970 på uppdrag av koncernens ordförande Marcus Wallenberg till SAAB-Scanias koncernstyrelse, pekades områdena kommunikation, terminaler och en hög grad av realtids-bearbetning ut som särskilt intressanta för Datasaab att satsa på. Flera lösningsförslag baserades på en special kommunikationsdator som kallades UAC 1600. Ett samarbete med ett duktigt telekommunikationsföretag som LM Ericsson ansågs vara lämpligt, men styrelsen trodde inte på detta förslag. Bland annat så hade LM Ericsson stora problem på sin huvudmarknad och man vågade inte ge sig in på ett nytt riskfyllt område.